# Großbach (Ruwer)
Der Großbach ist ein linker Zufluss der Ruwer im Landkreis Trier-Saarburg in Rheinland-Pfalz, Deutschland. Er hat eine Länge von 7,67 km und ein Einzugsgebiet von 27,77 km².
Rechte Zuflüsse sind der Eselsbach bei Greimerath mit einer Länge von 6,69 km und einem Einzugsgebiet von 8,63 km², der Bingelbach zwischen Greimerath und Zerf mit einer Länge von etwa 1,7 km sowie der Ellerborn bei Oberzerf mit einer Länge von 1,54 km und einem Einzugsgebiet von 1,53 km².
Der Großbach mündet bei Niederzerf in die Ruwer.
Im Quellgebiet des Großbaches liegt auf der Gemarkung Greimerath das etwa 33 Hektar große Naturschutzgebiet Panzbruch bei Greimerath.